# الكدس (صنعاء القديمة)

تعديل مصدري - تعديل

حارة الكدس هي إحدى حارات مدينة صنعاء القديمة، بلغ تعداد سكانها 346 نسمة حسب تعداد اليمن لعام 2004.